# Vladímir Aixkenazi
Vladímir Aixkenazi   (Nijni Nóvgorod, 6 de juliol de 1937), Vladimir Davidovich Aixkenazi, o Ashkenazy (en rus: Владимир Давидович Ашкенази) és un pianista i director d'orquestra rus, nacionalitzat islandès i suís.

## Biografia

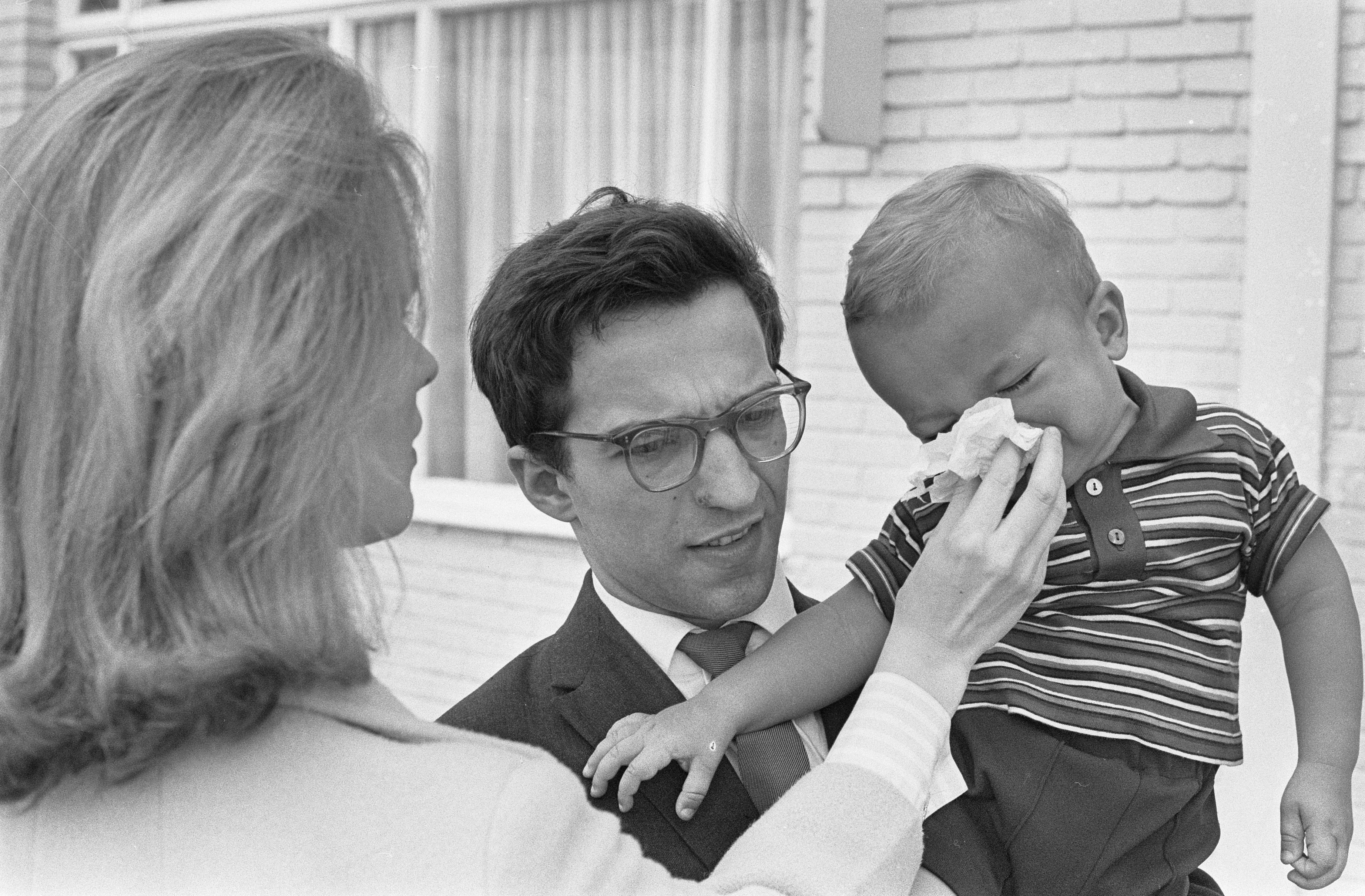
Vladimir Aixkenazi, la seva dona i el seu fill, a l'Aeroport d'Amsterdam-Schiphol, 23 de juliol de 1963.

La seva mare, Ievstolia Grigorievna (de soltera Plotnova), provenia d'una família de camperols russos, el seu pare és el pianista i compositor David Aixkenazi. (1915-1997). En 1963, va deixar la Unió Soviètica amb la seva dona islandesa, Thorun Sofia Johannisdottir, i el seu primer fill, per establir-se a Londres on vivien els pares de la seva dona. El 1968 la família es va traslladar a Islàndia. Vladimir Aixkenazi va obtenir la ciutadania islandesa el 1972.
El 1978, en part a causa de les seves obligacions com a director d'orquestra a Europa, Aixkenazi i la seva família van establir la seva llar a Meggen, prop de Lucerna, Suïssa.

### La seva carrera com a pianista
Aixkenazi va començar els seus estudis musicals als sis anys i va mostrar un talent prodigiós. Als vuit anys, va entrar al conservatori, després al de Moscou. El 1955 va guanyar el segon premi al prestigiós Concurs Internacional de Piano Frédéric Chopin. El 1956, va ser guardonat (primer premi) al Concurs Internacional de Música Reina Elisabet de Bèlgica i va compartir el primer premi el 1962 al Concurs Internacional Txaikovski.
Encara que és conegut per haver enregistrat els vint-i-quatre preludis i fugues de Xostakóvitx, les obres completes per a piano de Chopin, totes les peces per a piano de Rakhmàninov i tots els seus concerts, el seu repertori és molt més ampli (destacar, per exemple, un enregistrament complet dels cinc concerts de Prokófiev i Beethoven, els dos concerts de Brahms o fins i tot les deu sonates de Skriabin). Aborda tots els gèneres, però evita cada cop més Liszt i la música contemporània.

### La seva trajectòria com a director d'orquestra
A meitat de la seva carrera, Aixkenazi va provar la direcció d'orquestra mentre continuava les seves activitats com a pianista. Les seves interpretacions de les simfonies de Sibelius van ser especialment aclamades, així com els seus enregistraments de la música orquestral de Serguei Rakhmàninov.
A la dècada de 1980 va dirigir regularment l'Orquestra Reial del Concertgebouw, abans de convertir-se en director musical de la Royal Philharmonic Orchestra (1987-1994). De 1989 a 1999 va ocupar el càrrec de director permanent al capdavant de l'Orquestra Simfònica Alemanya de Berlín. L'any 1996 va ser director principal de l'Orquestra Filharmònica Txeca (1998-2003), després director musical de l'Orquestra Simfònica de la NHK (2004-2007) i del 2009 al 2013 director musical de l'Orquestra Simfònica de Sydney. A més, és director honorari de l'Orquestra Philharmonia i de l'Orquestra Simfònica d'Islàndia.
Vladimir Aixkenazi és ara president de la Societat Rachmaninoff. El gener de 2020 anuncia que es retira de les actuacions i es retira.

## Discografia
- Edward Elgar, The Dream of Gerontius op. 38.. Amb Lilli Katriina Paasikivi-Ilves, Mark Tucker i David Wilson-Johnson (baríton); l'Orquestra Simfònica de Sydney: direcció, Vladimir Aixkenazi. Nominada a un premi ARIA el 2012.

Va interpretar la banda sonora de la pel·lícula Piano Forest: obres del repertori de Bach, Mozart, Chopin i Beethoven. L'any 1983 va dur a terme un projecte ambiciós: l'enregistrament de Pictures at an Exhibition de Modest Mússorgski al piano, així com la seva pròpia orquestració de l'obra, gravada amb l'Orquestra Philharmonia.
En un llibre d'entrevistes Beyond the Borders publicat l'any 1988, recorre la seva trajectòria i comparteix la seva visió del món musical amb Jasper Parrott, coautor.